# LIFE IN DOWNTOWN
『LIFE IN DOWNTOWN』（ライフ・イン・ダウンタウン）は、槇原敬之の14枚目のオリジナル・アルバム。2006年2月22日発売。発売元は東芝EMI（現：ユニバーサルミュージック）。

## 解説
『EXPLORER』以来約1年9ヶ月ぶり。
アルバムのテーマは「下町」。後に槇原は「手癖の逆をやってみたアルバム」と述べた。槇原の作品で初めて"死"と向き合った楽曲（歌詞）が収録（7曲目「親指を隠さずに」）。
ジャケットは画家の山口晃。
初回限定盤のみ特製パッケージ仕様。ボーナス・トラックは「遠く遠く〜'06ヴァージョン」「WHAT A WONDERFUL WORLD」2曲収録。
本作と連動したコンサートツアー「槇原敬之 In Concert 2006“LIVE IN DOWNTOWN”」が同年4月2日の大宮ソニックシティ公演を皮切りに6月18日の北海道厚生年金会館まで追加公演を含む全国20か所34公演開催。6月12日の東京国際フォーラム追加公演の模様を収録DVD『Noriyuki Makihara in concert "LIVE IN DOWNTOWN"』が2008年1月16日発売。

## 収録曲
作詞・作曲・編曲：槇原敬之（特記以外）
Strings Arrangement：門倉聡（9.10.12）
1. いつでも帰っておいで
2. Naked
3. ほんの少しだけ feat. KURO from HOME MADE 家族
  - 作詞：槇原敬之・KURO
  - 35thシングル。
  - TBS系『日立 世界・ふしぎ発見!』エンディングテーマ。
4. 星の光
5. ゥンチャカ
  - 「ココロノコンパス」カップリング曲。
  - 日本テレビ『GO!SHIODOMEジャンボリー ゥンチャカ♪』イベントテーマソング。
6. 月の石
7. 親指を隠さずに
  - 間奏にドヴォルザークのユーモレスクが取り入れられている。
8. 店じまい
9. 明けない夜が来ることはない（ALBUM VERSION）
  - 33rdシングルのアレンジバージョン。
10. チキンライス
  - 作詞：松本人志　
  - 浜田雅功と槇原敬之名義で発表した楽曲のセルフカバー。
11. 尼崎の夜空を見上げて
  - 関西テレビ系『さんまのまんま』テーマソング。
12. ココロノコンパス（ALBUM VERSION）
  - 34thシングルのアレンジバージョン。イントロが追加されている。
  - テレビ朝日系ドラマ『女刑事みずき〜京都洛西署物語〜』主題歌。
13. 遠く遠く〜'06ヴァージョン　※初回限定盤のみ収録
  - 3rd『君は僕の宝物』収録曲（M-9）のアレンジバージョン。
  - NTT東日本CMソング。
14. WHAT A WONDERFUL WORLD　※初回限定盤のみ収録
  - 作詞・作曲：Robert Theie & George David Weiss
  - 編曲：WHAT A WONDERFUL BAND

## 演奏
- 槇原敬之：Vocal, All Instruments
- 小倉博和：Guitars (except: 7)
- 柴田俊文：Organ (1.10.14)
- 大石真理恵：Percussion (1.10.14)
- KURO（HOME MADE 家族）：Rap (3)
- 高桑英世：篠笛 (6)、Tin Whistle (10)
- 有賀啓雄：Bass (9.14)
- 篠崎正嗣ストリングス：Strings (9.10.12)
- 門倉聡：Piano (10.14)
- 松永俊弥：Drums (10.14)